# 维奥拉·卡利加里斯
维奥拉·莫妮卡·卡利加里斯（德語：Viola Mónica Calligaris；1996年3月17日—），瑞士女子职业足球运动员，司职边后卫或中后卫，目前效力于尤文图斯足球俱乐部和瑞士国家女子足球队。她曾代表瑞士参加2022年欧洲女子足球锦标赛和2023年国际足联女子世界杯等多场国际赛事。